# Airigh A’ Sguir

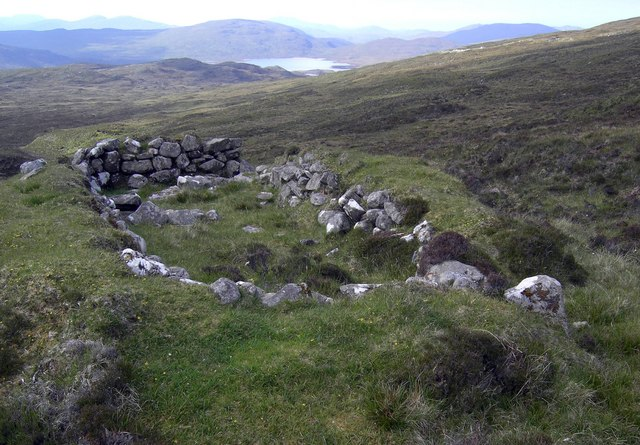
Airigh auf Lewis

Pläne von Shielings

Airigh A’ Sguir auf der Hebrideninsel Lewis in Schottland ist eine Gruppe gestörter „Beehive Shielings“ (schottisch-gälisch Àirigh; auch spelt sheiling, shealing oder sheeling – dt. Bienenkorbhütten). Shielings sind im Sprachgebrauch der Inseln kleine Hütten aus Stein, bedeckt mit Grassoden oder Torf, die von Hirten saisonal genutzt wurden, die Tiere auf Hochlandweiden hüteten.
Die igluartigen Kraggewölbebauten aus Trockenmauerwerk am Loch a’Sguair sind möglicherweise sehr alt, obwohl sie bis zum Ende des 19. Jahrhunderts verwendet und repariert wurden.
Zwei der Hütten befinden sich in einem kleinen Tal, das zwischen zwei Felsvorsprüngen geschützt ist. Eine dritte Hütte befindet sich 70 m südwestlich davon in exponierterer Lage. Es gibt weitere Hütten im Norden. Eine der beiden zentralen Hütten ist intakt. Das Dach ist noch mit Rasen bedeckt. Das Gebäude hat eine äußere Randsteinkante oder „Fosgarlan“, ein Wort, das vom nordischen „für Skali“ abgeleitet ist und Vorbau bedeutet. Dies ist eine Mauerverlängerung, die hufeisenförmig vorsteht, um den nur 0,45 m breite und 0,6 m hohen Zugang im Südosten vor direkten Winden zu schützen. Der Außendurchmesser der Struktur beträgt etwa 7,0 m. Der Innenraum ist solide gebaut. Die Steine sind groß, gut gepasst und es gibt in Bodennähe in regelmäßigen Abständen Nischen. Die größte ist 0,8 m breit, 0,55 m hoch und 0,6 m tief. Der Boden ist aus Erde. Die oberen Ebenen scheinen repariert worden zu sein. Der Innendurchmesser beträgt etwa 2,4 m und die Höhe in der Mitte beträgt 1,7 m, die Mauern sind 0,7 m dick. Die anderen Hütten haben eine ähnliche Trockensteinkonstruktion, sind aber weniger gut erhalten. Ihnen fehlen die Kragdächer und die schützenden Rasendecken.